# 浜松シティマラソン
浜松シティマラソン（はままつシティマラソン）は、浜松市で行われるマラソン大会。

## 歴史
第1回は2005年（平成17年）2月12日に開催された。
2021年そして2022年は新型コロナウイルスの影響により中止（2020年は新型コロナが話題になり始めた頃であったが、まだ流行は拡がっておらず開催された）。

## 概要
大会名には「浜松シティマラソン2005」と最後に開催年をつける。
例年、東京マラソンと開催日が重なっていたが新型コロナの影響で3年ぶりの開催となった2023年は重ならなかった。

## コース
- ハーフマラソン：浜松市役所スタート、浜松市四ツ池公園陸上競技場ゴールの航空自衛隊浜松基地周辺コース(日本陸上競技連盟公認コース)
- 5kmおよび3km：浜松市四ツ池公園陸上競技場発着
  - 2006年（平成18年）の第2回大会まではハーフマラソン (21.0975km) があったが、2007年（平成19年）の第3回大会からは10マイル (16.093km) 、10km、5km、3kmの4種類となった。その後2012年(平成24年)の第8回大会よりハーフ、5km、3kmの3種類となった。
  - 全般に高低差が少なく、走りやすいコース設定となっている。

## 歴代大会
()内はキャッチフレーズ
- 第1回: 2005年2月12日　ゲストランナーとして、増田明美が10kmマラソンに出場。
- 第2回: 2006年2月26日 （1粒の汗が、ダイヤモンドになる日。） ゲストランナーとして、谷川真理が10kmマラソンに出場。
- 第3回: 2007年2月25日　前年まで行われていたハーフマラソンに代わり10マイルの部が新設される。ゲストランナーとして、瀬古利彦が10kmマラソンに出場。
- 第5回: 2009年2月22日　ゲストランナーとして、千葉真子が出場。
- 第8回: 2012年2月26日　「浜松市制100周年記念大会」として開催。10マイル、10kmの代わりに浜松市役所をスタートとするハーフマラソンが実施される。
- 第10回: 2014年2月23日　交通規制範囲が更に広がり、鍛冶町通りも対象となる。また、例年迂回運転のみだった遠鉄バスが交通規制時間帯に限り初めて減便ダイヤでの運行となる。
- 第19回: 2023年2月19日　新型コロナの影響で3年ぶりの開催。ただしボランティアの負担を軽減するため5kmの部は募集を中止しハーフマラソンの部のみ募集し4300人が参加した。[2][3]

## 交通規制
当日の午前中にはマラソン開催のため交通規制が行われ、当該時間帯の遠州鉄道路線バスは迂回運転となる。
遠鉄バスの大規模迂回運転は浜松まつりでも行われているが、浜松まつりでは中区中心部が広範囲で交通規制されることによる浜松駅出発直後の迂回運転であるのに対し、こちらは中区郊外部を中心とした路線バス網を横断する形での交通規制であるため性質は大きく異なる。
また、浜松まつりによる迂回運転とは異なり、経路外の他路線のバス停への臨時停車は設定されておらず、迂回区間は基本的にノンストップである。
なお、以前は迂回運転によりバスが通らなくなる代替として浜松駅 - 和合町を結ぶ臨時バス（各駅停車）が運行されていたが、第10回より迂回経路が変更され通常の路線バスが和合町を通る様になったため廃止された。

## アクセス
ゴールとなる浜松市四ツ池公園陸上競技場へは浜松駅バスターミナルよりシャトルバスが運行される他、遠州鉄道西鹿島線上島駅から徒歩でアクセスすることも可能。